# ذرية (اجتماعية)
ذرية جتماعية (بالإنجليزية: Atomism (social)) هي نظرية اجتماعية ناشئة عن المفهوم العلمي للنظرية الذرية، صاغها الفيلسوف اليوناني القديم ديموقريطس والفيلسوف الروماني لوكريتيوس. في الترجمة العلمية للكلمة، تشير النظرية الذرية إلى فكرة أن كل مادة في الكون تتكون من مكونات أساسية غير قابلة للتجزئة، أو ذرات. عند وضعها في مجال علم الاجتماع، تحدد النظرية الذرية الفرد باعتباره الوحدة الأساسية لتحليل جميع مضامين الحياة الاجتماعية. تشير هذه النظرية إلى ميل المجتمع إلى أن يتكون من مجموعة من الأفراد المهتمين بذواتهم والذين يتمتعون بالاكتفاء الذاتي إلى حد كبير، ويعملون كذرات منفصلة. ولذلك فإن جميع القيم والمؤسسات والتطورات والإجراءات الاجتماعية تتطور بالكامل من مصالح وأفعال الأفراد الذين يعيشون في أي مجتمع معين. إن الفرد هو "ذرة" المجتمع، وبالتالي فهو الموضوع الحقيقي الوحيد للاهتمام والتحليل.

## الآثار السياسية
وَسَّع المنظرون السياسيون مثل جون لوك وتوماس هوبز  النظرية الذرية الاجتماعية إلى المجال السياسي. ويؤكدون أن البشر هم في الأساس ذرات اجتماعية مهتمة بذاتها، ومتساوية، وعقلانية، وتشكل معًا مجتمعًا متكاملاً من الأفراد المهتمين بمصالحهم الذاتية. يجب على المشاركين في المجتمع أن يضحوا بجزء من حقوقهم الفردية من أجل تكوين عقد اجتماعي مع الأشخاص الآخرين في المجتمع. وفي نهاية المطاف، على الرغم من التنازل عن بعض الحقوق، فإن التعاون من أجل المصلحة الذاتية يحدث من أجل الحفاظ المتبادل على الأفراد والمجتمع ككل.
وفقا للفيلسوف تشارلز تايلور يستخدم مصطلح "الذرية" بشكل فضفاض لوصف مذاهب نظرية العقد الاجتماعي التي نشأت في القرن السابع عشر وكذلك المذاهب اللاحقة التي ربما لم تستخدم مفهوم العقد الاجتماعي ولكنها ورثت رؤية للمجتمع كما هو الحال في بعض النواحي. تشكلت من قبل الأفراد لتحقيق الغايات التي كانت فردية في المقام الأول. بعض أشكال النفعية هي مذاهب لاحقة بهذا المعنى. وينطبق هذا المصطلح أيضًا على المذاهب المعاصرة التي ترجع إلى نظرية العقد الاجتماعي، أو التي تحاول الدفاع بطريقة ما عن أولوية الفرد وحقوقه على المجتمع، أو التي تقدم رؤية نفعية بحتة للمجتمع.

## انتقادات
ويعتقد من ينتقدون النظرية الذرية الاجتماعية أنها تهمل فكرة الفرد باعتباره فريدا. تؤكد عالمة الاجتماع إليزابيث روس هاينز أن: من وجهة النظر الذرية، فإن الأفراد الذين يشكلون المجتمع قابلون للتبادل مثل الجزيئات في دلو من الماء المجتمع مجرد مجموعة من الأفراد. يقدم هذا مساواة قاسية ووحشية في نظريتنا عن الحياة البشرية ويتناقض مع تجربتنا للبشر باعتبارهم كائنات فريدة ولا يمكن استبدالها، وقيمة بفضل تنوعهم في ما لا يشتركون فيه- وليس بفضل قدرتهم المشتركة على التفكير.
أولئك الذين يشككون في النظرية الذرية الاجتماعية يجادلون بأنه من الظلم معاملة جميع الأشخاص على قدم المساواة عندما تكون الضرورات والظروف الفردية مختلفة بشكل واضح.

## أنظر أيضا
- لامعيارية
- التمايز (علم الاجتماع)
- كلانية
- استقلال
- الفردية
- اغتراب اجتماعي
- الاندماج الاجتماعي
- تنشئة اجتماعية